# Francisco Fernández Fábregas
Francisco Fernández Fábregas (Granada, 26 d'agost de 1944) és un diplomàtic espanyol que d'ençà el 2008 ocupava el càrrec d'ambaixador d'Espanya a Polònia i va ser destituït el 9 de juliol de 2012 arran de les seves paraules inconvenients referint-se a la selecció de futbol francesa durant la celebració de l'Eurocopa del 2012.